# Dolnja Lokvica
Dolnja Lokvica – wieś w Słowenii, w gminie Metlika. W 2018 roku liczyła 80 mieszkańców.